# 鲸藤壶总科
鲸藤壶总科（学名：Coronuloidea）为藤壶目的一个科。

## 下级分类
本科包括以下属：
- 龟藤壶科 Chelonibiidae
- 鲸藤壶科 Coronulidae
- 扁藤壶科 Platylepadidae